# 长梗乌口树
长梗乌口树（学名：Tarenna sinica）为茜草科乌口树属下的一个种。其种加词sinica，意为“中华的”。